# Los Pilares, Hidalgo
Los Pilares är en ort i Mexiko.   Den ligger i kommunen Zimapán och delstaten Hidalgo, i den sydöstra delen av landet, 150 km norr om huvudstaden Mexico City. Los Pilares ligger 1 744 meter över havet och antalet invånare är 174.
Terrängen runt Los Pilares är huvudsakligen kuperad, men den allra närmaste omgivningen är platt. Runt Los Pilares är det ganska glesbefolkat, med 39 invånare per kvadratkilometer. Närmaste större samhälle är Zimapan, 1,8 km öster om Los Pilares. Trakten runt Los Pilares består i huvudsak av gräsmarker.